# Okres Košice II
Košice II is een district (Slowaaks: Okres) in de Slowaakse regio Košice. Het district bestaat uit de volgende stadsdelen van de stad Košice:
- Lorinčík
- Luník IX
- Myslava
- Pereš
- Poľov
- Sídlisko KVP
- Šaca
- Košice-Západ

In het district woonden op 1 januari 2012 in totaal 82.831 inwoners.
Okres Gelnica · Okres Košice I · Okres Košice II · Okres Košice III · Okres Košice IV · Okres Košice-okolie · Okres Michalovce · Okres Rožňava · Okres Sobrance · Okres Spišská Nová Ves · Okres Trebišov